# مدال پادشاهی

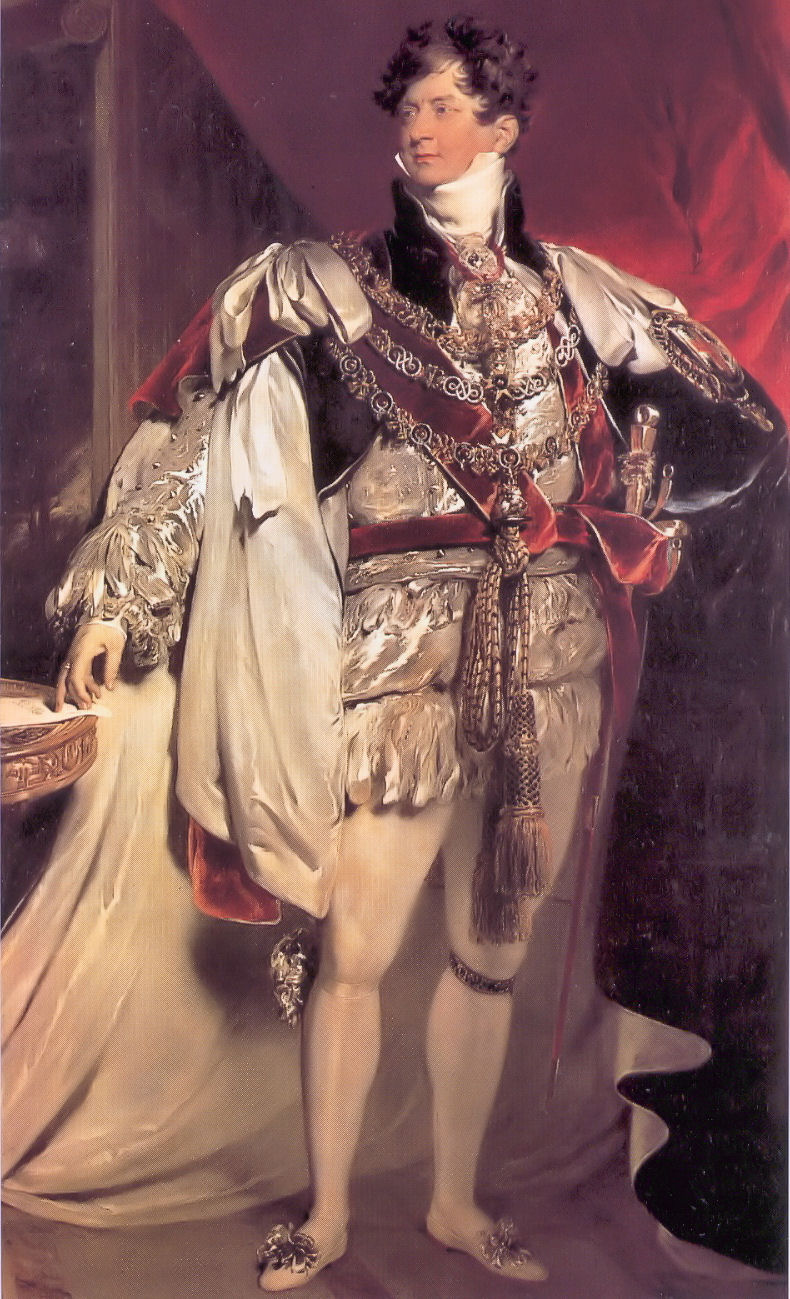
جرج چهارم که جایزه را در ۱۸۲۶ پایه‌گذاری کرد.

مدال پادشاهی که مدال ملکه نیز خوانده می‌شود، مدالی از نقرهٔ زر اندود است که هر سال توسط انجمن سلطنتی لندن اهدا می‌شود. دو مدال برای مهم‌ترین دست‌آوردها در علوم طبیعی و یک مدال دیگر برای دست‌آوردهای برجسته در علوم کاربردی ، در اتحادیه کشورهای همسود اهدا می‌گردد.
این جایزه توسط جرج چهارم پایه‌گذاری شد و نخستین بار در سال ۱۸۲۶ اهدا گردید. در ابتدا و تا سال ۱۹۶۵ تنها دو مدال داده می‌شد. از ۱۹۶۵ به بعد ساختار آن به شکل فعلی تغییر کرد و در هر سال ۳ مدال اهدا می‌شود.

## فهرست دریافت‌کنندگان
| سال  | نام                 | زمینه     | Rationale |
| ---- | ------------------- | --------- | --- |
| ۱۸۲۶ | جیمز ایوری          | ریاضیات   | به خاطر مقاله‌اش در زمینهٔ شکست نجومی (Astronomical Refraction) که در سال ۱۸۲۳ در Philosophical Transactions منتشر گردید و نیز به خاطر مقالات ارزشمندش در زمینهٔ ریاضیات                                                                                 |
| ۱۸۲۶ | جان دالتون          | فیزیک     | به خاطر مطرح کردن نظریه اتمی و دستاوردهای مهمش در علوم فیزیکی |
| ۱۸۲۷ | فردریک گئورگ ویلهلم | اخترشناسی | به خاطر کارش به نام "Catalogus Novus Stellarum Duplicium" |
| ۱۸۲۷ | همفری دیوی          | فیزیک     | "For his Bakerian Lecture, On the Relations of Electrical Changes, considered as the last link, in the order of time, of the splendid chain of Discoveries in Chemical Electricity, which has been continued for so many years of his valuable life." |
| ۱۸۲۸ | یوهان فرانز         | اخترشناسی | به خاطر تعیین دقیق مدار یک دنباله‌دار با دورهٔ کوتاه که با رصد نیز تأیید گردید |
| ۱۸۲۸ | ویلیام هاید والستون | شیمی      | "For his communication, entitled, On a method of rendering Platina malleable, being the conclusion of a series of researches on the properties of the Metallic Bodies contained in the Ores of Platina."                                              |
| ۱۹۳۹ | پل دیراک            | فیزیک     | "به خاطر سهم و مشارکت پیشگامانه‌ای که او در توسعهٔ مکانیک کوانتومی جدید اتخاذ کرده‌است." |